# Bronnamberg

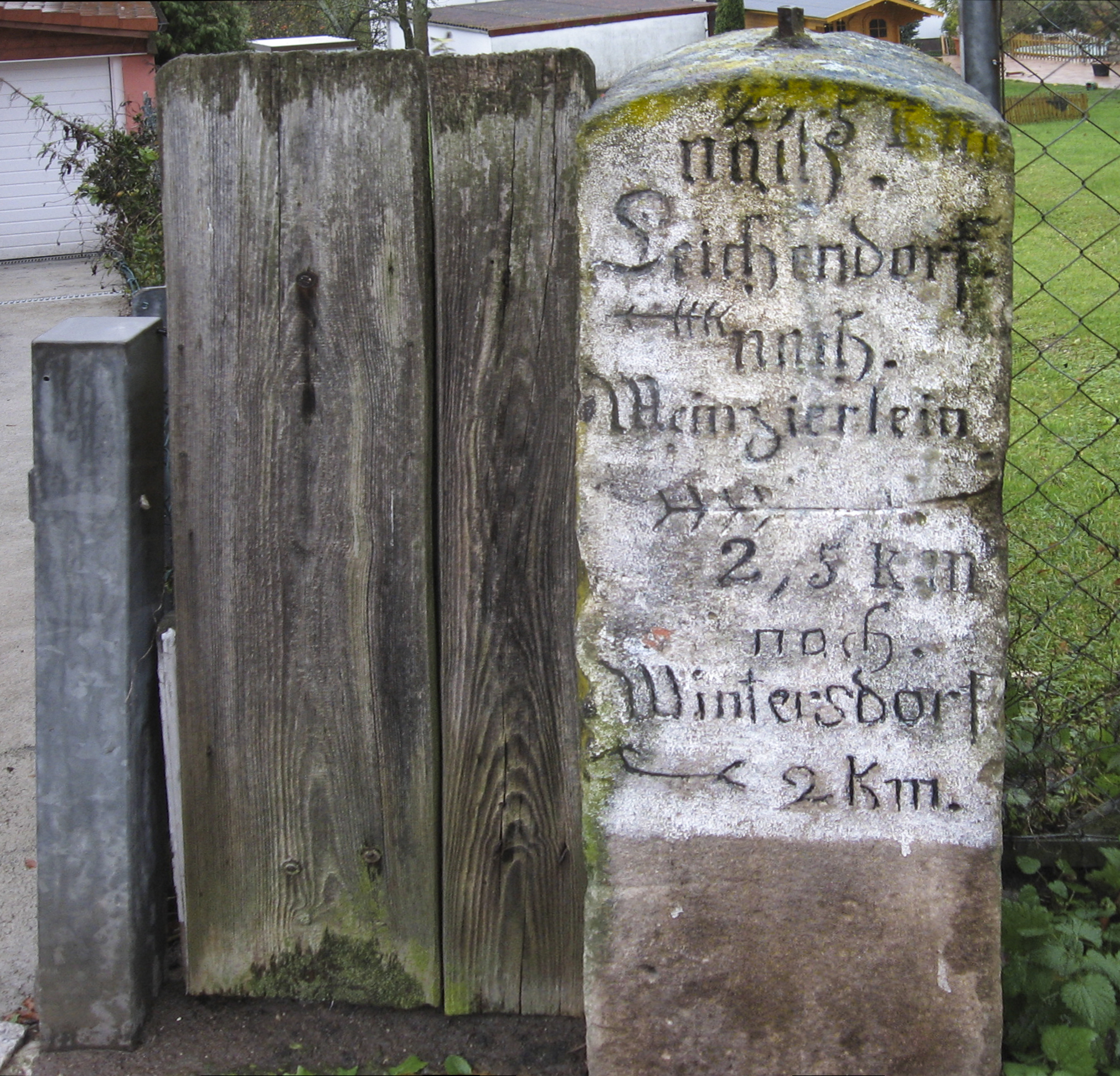
Alter Wegweiser

Nördliche Ortseinfahrt

Alter Ortskern (Gasthof Peter)

Feuerwehrhaus

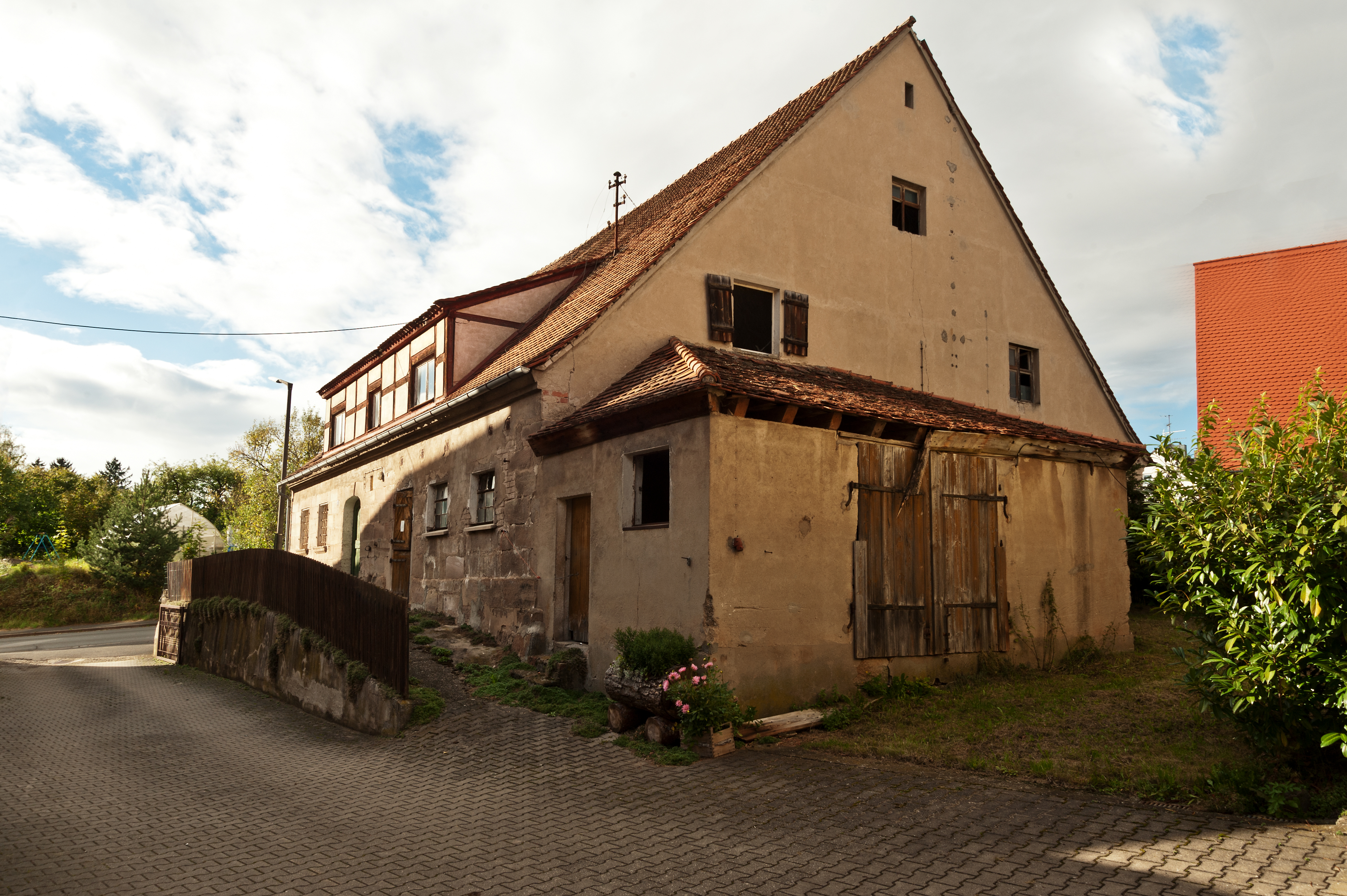
Adlerstraße 15: Wohnstallhaus

Bronnamberg (fränkisch: Brunea-beach) ist ein Gemeindeteil der Stadt Zirndorf im Landkreis Fürth (Mittelfranken, Bayern). Die Gemarkung Bronnamberg hat eine Fläche von 6,747 km². Sie ist in 3074 Flurstücke aufgeteilt, die eine durchschnittliche Fläche von 2194,85 m² haben. In ihr liegen neben dem namensgebenden Ort die Gemeindeteile Banderbach und Weiherhof.

## Geographie
Das Dorf liegt am Weiherbach, einem linken Zufluss der Bibert. Im Westen grenzt das Waldgebiet Weißer See an, im Süden das Waldgebiet Auf der Blöße. Ansonsten ist der Ort von Acker- und Grünland umgeben. Gemeindeverbindungsstraßen führen zur Kreisstraße FÜ 19 bei Banderbach (1,6 km nordöstlich), nach Leichendorf zur Kreisstraße FÜ 14 (2 km östlich), nach Wintersdorf (1,1 km südlich) und nach Wachendorf (2 km nordwestlich).

## Geschichte
In der unmittelbaren Umgebung von Bronnamberg befinden sich zahlreiche Quellen (Kaiserquelle, Königsquelle usw.). Daher vermutlich der Name „Brunnen am Berg = Bronnamberg“. In der germanischen Vorzeit spielten Quellen im Volksglauben unserer Vorfahren eine wichtige Rolle, denn sie waren heilige und geheimnisvolle Orte, sie galten u. a. als Eingang zur Unterwelt.
Archäologische Funde im Nachbarort Weinzierlein, wie die Hügelgräber im Erlach, belegen, dass das Gebiet bereits gegen 1000 v. Chr. besiedelt war.
Der Ort Bronnamberg wurde erstmals im Jahre 1351 urkundlich erwähnt. Eine Adelheid Hermann (Lebsings Witwe) vermachte ihr Haus und Gut zu „Brunne an dem berg“ an das Gotteshaus in Langenzenn. 1379 stiftete der Burggraf Friedrich von Nürnberg eine Frühmesse auf einem Gut in „Brunn an dem perg“. Im Jahr 1430 zählte „Prunamberg“ zur Pfarrei Roßtal, aber im Laufe der Reformation kam es zur Pfarrei Zirndorf.
Weitere Urkunden aus den Jahren:
- 1464 (Salbuch des Amtes Cadolzburg „Brun am Perg“)
- 1478 (Grundstücksbezeichnung „prun am perg“)
- 1498 (Friedrich der Ältere verleiht 41⁄2 Morgen gerodete Äcker in „Brunnenberg“)[7]

Im Kriegsjahr 1632 wurde von einer Bronnamberger Bauerstochter Elisabeth Streit (geb. 1559) berichtet, welche in der Reichsstadt Nürnberg ein Stipendium für Studierende stiftete. Damit unterstützte sie im Dreißigjährigen Krieg viele notleidende Menschen. Durch den Krieg wurde auch Bronnamberg sehr stark in Mitleidenschaft gezogen, weil es in unmittelbarer Nähe zur Schlacht an der Alten Veste bei Zirndorf lag. Der Krieg und die Folgen warfen die weitere Entwicklung des Dorfes um Jahrzehnte zurück.
Gegen Ende des 18. Jahrhunderts gab es in Bronnamberg 16 Anwesen. Das Hochgericht übte das brandenburg-ansbachische Oberamt Cadolzburg aus. Die Dorf- und Gemeindeherrschaft hatte das brandenburg-ansbachische Kastenamt Cadolzburg. Grundherren waren das Kastenamt Cadolzburg (vier Höfe, ein Halbhof, sechs Güter, zwei Häuser, ein Hirtenhaus) und das Klosteramt Langenzenn (ein Gut, ein Haus).
Von 1797 bis 1808 unterstand der Ort dem Justiz- und Kammeramt Cadolzburg. 1806 kam Bronnamberg an das Königreich Bayern. Im Rahmen des Gemeindeedikts wurde 1808 Bronnamberg dem Steuerdistrikt Leichendorf zugeordnet. Im selben Jahr entstand die Ruralgemeinde Bronnamberg, zu der Banderbach und Weiherhof gehörten. Sie war in Verwaltung und Gerichtsbarkeit dem Landgericht Cadolzburg zugeordnet und in der Finanzverwaltung dem Rentamt Cadolzburg (1919 in Finanzamt Cadolzburg umbenannt). Ab 1862 gehörte Bronnamberg zum Bezirksamt Fürth (1939 in Landkreis Fürth umbenannt). Die Gerichtsbarkeit blieb beim Landgericht Cadolzburg (1879 in das Amtsgericht Cadolzburg umgewandelt), seit dem 1. März 1931 wird sie vom Amtsgericht Fürth wahrgenommen. Die Finanzverwaltung wurde am 1. Januar 1929 vom Finanzamt Fürth übernommen. Die Gemeinde hatte 1964 eine Gebietsfläche von 6,756 km².
Die „Freiwillige Feuerwehr Bronnamberg-Banderbach-Weiherhof“ wurde 1886 gegründet.
Die bayerische Landesregierung genehmigte 1896 die Bildung eines eigenen Schulsprengels für die Orte Bronnamberg, Leichendorf, Wintersdorf und Weinzierlein. 1898 wurde daher in Wintersdorf ein Schulgebäude errichtet.
Bis Mitte des 20. Jahrhunderts änderten sich die Größe und der Charakter des Bauerndorfes Bronnamberg nicht wesentlich.
Aufgrund des deutschen Wirtschaftswunders nach dem Zweiten Weltkrieg und der mittelbaren Nähe zu dem Industriestädtedreieck Nürnberg-Fürth-Erlangen entstanden seit den siebziger Jahren rund um den alten Ortskern zahlreiche Neubauten von Wohnhäusern und Wohnsiedlungen. Mit dem „Betonwerk Besold“ siedelte auch ein erster mittelständischer Betrieb an.
Besonders der zu Bronnamberg gehörende Ort Weiherhof verwandelte sich aufgrund des Baubooms in eine Großbaustelle. Die Altgemeinde Bronnamberg kümmerte sich um Ver- und Entsorgung, baute Straßen, die Arbeiterwohlfahrt einen Kindergarten. In dieser Zeit wurden ein Postamt und zwei Geldinstitute angesiedelt. Ärzte und Zahnärzte und eine Apotheke ließen sich nieder. Für die ursprünglich kleine, bäuerlich geprägte Gemeinde Bronnamberg war diese rasche Entwicklung eine enorme Herausforderung nicht nur finanziell, sondern auch gesellschaftlich.
Im Jahr 1974 verdoppelte sich die Einwohnerzahl der Gemeinde. Das neue Feuerwehrhaus der „Freiwilligen Feuerwehr Banderbach-Bronnamberg-Weiherhof“ wurde 1978 eingeweiht.
Im Zuge der Gebietsreform in Bayern wurde am 1. Mai 1978 die Gemeinde Bronnamberg aufgelöst und in die Stadt Zirndorf im Landkreis Fürth eingegliedert. Besonders durch den starken Zuzug in Weiherhof zählte die Gemeinde Bronnamberg zu diesem Zeitpunkt über 3500 Einwohner. Die letzten Bürgermeister waren die Herren Johann Stadelmann und Armin Eckert.
Im Jahr 1979 wurden ein Spielplatz und Bolzplatz eingeweiht. 1988 wurde die neue Gemeindestraße Bronnamberg–Banderbach eröffnet.

### Baudenkmäler
In Bronnamberg gibt es vier Baudenkmäler:
- Adlerstraße 15: Wohnstallhaus[15]
- Quellenstraße 20: Einfamilienhaus
- zwei Wegweiser

ehemalige Baudenkmäler
- Haus Nr. 6: Erdgeschossiges Wohnstallhaus, vermutlich mittleres 18. Jahrhundert. Verputzt, auch der dreigeschossige Fachwerkgiebel mit Aufzugsdächlein. Fenster teils verändert. Zugehörig kleines Wirtschaftsgebäude, erste Hälfte des 18. Jahrhunderts; getünchter Fachwerk-Straßengiebel (K-Streben) teils durch späteren Vorbau verdeckt.[16]
- Haus Nr. 17: Erdgeschossiges Wohnstallhaus, vermutlich noch 18. Jahrhundert. Sandsteinquader, teils verputzt. Dreigeschossiger Ostgiebel aus einfachem Fachwerk; Aufzugsdächlein. Neuer Dachausbau mit Schleppgauben.[16]

### Einwohnerentwicklung
Gemeinde Bronnamberg
| Jahr      | 1818   | 1840   | 1852   | 1855   | 1861   | 1867   | 1871   | 1875   | 1880   | 1885   | 1890   | 1895   | 1900   | 1905   | 1910   | 1919   | 1925   | 1933   | 1939   | 1946   | 1950   | 1952   | 1961   | 1970   |
| Einwohner | 267    | 306    | 322    | 333    | 333    | 341    | 323    | 326    | 331    | 334    | 319    | 284    | 276    | 312    | 340    | 317    | 321    | 369    | 450    | 750    | 746    | 752    | 810    | 1012   |
| Häuser    | 45     | 47     |        |        |        |        | 55     |        |        | 56     | 57     |        | 63     |        |        |        | 58     |        |        |        | 102    |        | 171    |        |
| Quelle    | [ 18 ] | [ 19 ] | [ 20 ] | [ 20 ] | [ 21 ] | [ 22 ] | [ 23 ] | [ 24 ] | [ 25 ] | [ 26 ] | [ 27 ] | [ 20 ] | [ 28 ] | [ 20 ] | [ 29 ] | [ 20 ] | [ 30 ] | [ 20 ] | [ 20 ] | [ 20 ] | [ 31 ] | [ 20 ] | [ 11 ] | [ 32 ] |

Ort Bronnamberg
| Jahr      | 001818 | 001840 | 001861 | 001871 | 001885 | 001900 | 001925 | 001950 | 001961 | 001970 | 001987 | < 002022 |       |
| Einwohner | 96     | 109    | 105    | 103    | 101    | 76     | 85     | 118    | 103    | 132    | 689    | 796      | 814   |
| Häuser    | 19     | 19     |        |        | 19     | 18     | 17     | 14     | 22     |        | 212    |          |       |
| Quelle    | [ 18 ] | [ 19 ] | [ 21 ] | [ 23 ] | [ 26 ] | [ 28 ] | [ 30 ] | [ 31 ] | [ 11 ] | [ 32 ] | [ 33 ] |          | [ 1 ] |

## Religion
Der Ort ist seit der Reformation evangelisch-lutherisch geprägt und bis heute nach St. Rochus (Zirndorf) gepfarrt. Die Einwohner römisch-katholischer Konfession sind nach St. Josef (Zirndorf) gepfarrt.

## Brauchtum
Jeweils am ersten Wochenende im Monat Juli war in Bronnamberg Kärwa. Es handelte sich um eine reine fränkische Wirtshauskärwa mit Baumaufstellen und Betzentanz, in deren Zentrum der Gasthof Peter stand. Bis Anfang der 1990er wurde dieses Fest von Alt- und Neubürgern gefeiert. Seither wird dieses alte Brauchtum in Bronnamberg jedoch nicht mehr gepflegt.

## Persönlichkeiten
- Elisabeth Krauß (1569–1639), in Bronnamberg geborene Philanthropin, rief eine Studienstiftung ins Leben
- Gabriele Pauli (* 1957), deutsche Politikerin, Mitglied des Bayerischen Landtags (lebte bis 2012 in Bronnamberg)